# Hippodraco
Hippodraco – rodzaj ornitopoda z grupy iguanodontów (Iguanodontia) żyjącego we wczesnej kredzie na terenach współczesnej Ameryki Północnej. Został opisany w 2010 roku przez Andrew McDonalda i współpracowników w oparciu o szkielet (UMNH VP 20208) obejmujący niemal kompletną czaszkę i fragmentaryczny szkielet pozaczaszkowy, wydobyty z górnych warstw ogniwa Yellow Cat w formacji Cedar Mountain w Utah, w lokalizacji nazwanej Andrew's Site, datowanej na późny barrem lub wczesny apt.

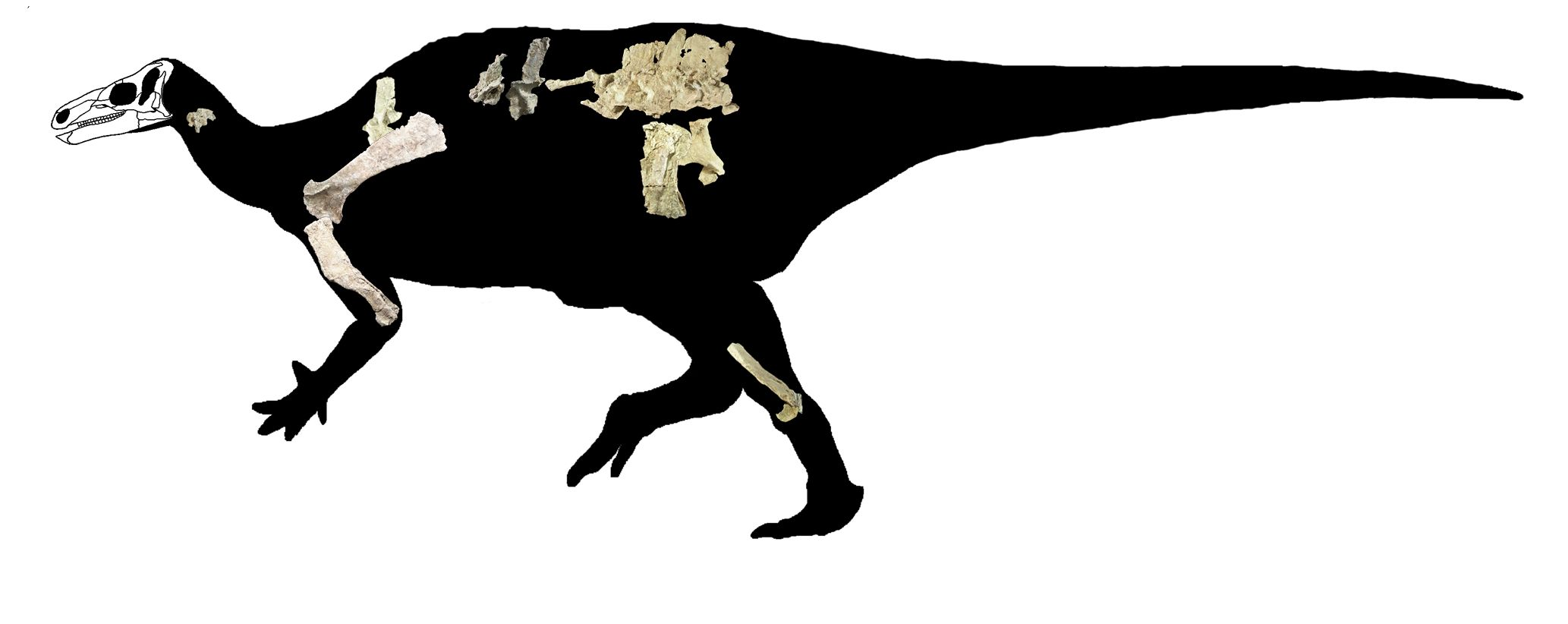
Rekonstrukcja Hippodraco

Hippodraco był stosunkowo niewielkim, smukłym zwierzęciem – na podstawie holotypu jego długość oszacowano na około 4,5 m, jednak nie jest pewne, w jakim stadium ontogenetycznym znajduje się ten osobnik – stosunkowo duże oczodoły sugerują, że nie jest on w pełni dojrzały. McDonald i in. wyszczególnili jedną autapomorfię tego rodzaju, od innych iguanodontów oprócz Theiophytalia odróżnia go kombinacja cech czaszki. Według przeprowadzonej przez autorów analizy filogenetycznej Hippodraco jest bazalnym przedstawicielem kladu Styracosterna, a taksonem siostrzanym dla niego jest Theiophytalia.
Nazwa Hippodraco pochodzi od greckiego słowa hippos („koń”) i łacińskiego draco („smok”), co odnosi się do długiej i niskiej czaszki tego dinozaura, kształtem przypominającej czaszkę konia. Nazwa gatunkowa gatunku typowego, scutodens, bierze źródłosłów od łacińskich wyrazów scutum, oznaczającego podłużną tarczę, oraz dens („ząb”), co odnosi się do kształtu koron zębów kości zębowej. Cały binomen można tłumaczyć jako „tarczozęby koń-smok”.